# Halil
Halil, eller Halil Rud (persiska: هلیل رود), även känd som Kharan eller Zar Dasht i dess övre delar, är en 390 km lång flod belägen i delprovinserna Jiroft och Kahnuj i Kermanprovinsen i södra Iran. Avrinningsområdets area är 23 150 km². Medelflödet är 215 m³/s. Halil rinner upp i Hazarbergen och vid höga vattenflöden kan floden nå fram till Jazmurianbäckenet och sjön Hamun-e Jazmurian på gränsen mellan Kermanprovinsen och provinsen Sistan och Baluchistan.